# Janjgir-Champa (huyện)
Huyện Janjgir-Champa là một huyện thuộc bang Chhattisgarh, Ấn Độ. Thủ phủ huyện Janjgir-Champa đóng ở Janjgir. Huyện Janjgir-Champa có diện tích 3848 ki lô mét vuông. Đến thời điểm năm 2001, huyện Janjgir-Champa có dân số 1316140 người.